# Nivelle (Fluss)
Die Nivelle, Oberlauf spanisch Rio Ugarana, baskisch Ur Ertsi, ist ein Fluss im Baskenland von Spanien und Frankreich. Sie entspringt unter dem Namen Rio Olavideo in der spanischen Provinz Navarra, im Gemeindegebiet von Urdax (baskisch: Urdazubi), entwässert später unter dem Namen Rio Ugarana nach Norden und überquert die spanisch/französische Grenze bei Dancharia, Gemeinde Ainhoa. Dort nimmt sie den Namen Nivelle an, schwenkt nach Nordwest und mündet nach rund 45
Kilometern (davon 39 Kilometer in Frankreich) zwischen Ciboure und Saint-Jean-de-Luz in den Atlantik. Auf ihrem Weg durchquert sie das französische Département Pyrénées-Atlantiques.

## Orte am Fluss
- Urdax (bask.: Urdazubi, Spanien)
- Dancharinea (Spanien) / Dancharia (Frankreich)
- Saint-Pée-sur-Nivelle
- Ascain
- Ciboure
- Saint-Jean-de-Luz